# Poa magadanica
Poa magadanica är en gräsart som beskrevs av Vladimir Borisovich Kuvaev. Poa magadanica ingår i släktet gröen, och familjen gräs. Inga underarter finns listade i Catalogue of Life.